# Eupatorium iteophyllum
Eupatorium iteophyllum là một loài thực vật có hoa trong họ Cúc. Loài này được Urb. & Ekman mô tả khoa học đầu tiên năm 1931.